# 金能筹
金能筹（1941年10月—），男，福州闽侯人，中华人民共和国政治人物，曾任福州市人民政府市长，福建省政协副主席兼中共福建省委统战部部长，第八届全国人大代表，第九届全国政协委员。